# Mike Mutebi
Mike Mutebi – ugandyjski piłkarz, grający na pozycji obrońcy, trener piłkarski.

## Kariera piłkarska

### Kariera klubowa
Występował w miejscowych klubach.

## Kariera trenerska
Prowadził KCC FC i narodową reprezentację Ugandy w 2004 roku. W grudniu 2011 stał na czele Villa SC.